# Рафанелли, Леда
Леда Бруна Рафанелли (итал. Leda Bruna Rafanelli; 4 июля 1880, Пистоя, Тоскана — 13 сентября 1971, Генуя) — итальянская издательница, анархистка и писательница.

## Ранний период жизни
Леда Бруна Рафанелли родилась 4 июля 1880 года в Пистое, Италия. Любила вспоминать, что её дедушка по материнской линии был внебрачным сыном тунисского цыгана. После окончания начальной школы она стала ученицей в местной типографии, где познакомилась с издательским миром и анархо-социалистическими идеями. Уже в подростковом возрасте её стихотворение «Le gomene» было опубликовано Филиппо Турати в газете Итальянской социалистической партии. В 1897 году вместе со своим братом она опубликовала книгу стихов Pensieri.  
На рубеже веков её опыт недолгого проживания в египетской Александрии, укрепил её интерес к восточным идеям и привел к изучению арабского языка, позднее она приняла ислам и в частности обратилась к суфизму. На протяжении всей её жизни у неё была приверженность к анархизму и исламу. 

## Карьера

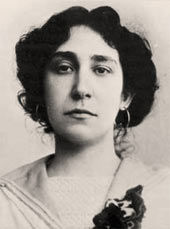

Рафанелли переехала во Флоренцию и вышла замуж за Луиджи Полли, анархиста-книготорговца, с которым она познакомилась в мае 1902 года в Палате труда. Они основали «Rafanelli Polli», издательство антивоенных, антиклерикальных, феминистских памфлетов, авторами которых были Карло Кафьеро, Франческо Саверио Мерлино и сама Рафанелли. «Rafanelli Polli» также издавала анархистский журнал «La Blouse» (1906–1910). В 1905 году она опубликовала свой первый роман (Sogno d'amore). Её связь с Полли рассеялась, хотя они оставались дружескими до его смерти в 1922 году. В начале 1900-х годов Рафанелли помогла соучредителю комитета по оказанию помощи политическим жертвам восстаний 1890-х годов и подверглась преследованиям за распространение революционной и антивоенной пропаганды в Фузиньяно. 
Она вступила в отношения с Джузеппе Монанни, типографом из Ареццо, опубликовавшим Vir: novissima rivista di alte questions Sociali, посвященном анархо-футуристическим идеям, находящимся под влиянием индивидуализма Макса Штирнера и Фридриха Ницше. Они переехали в Милан, где редактировали книги Этторе Молинари и Неллы Джакомелли «Иль гридо делла фолла» и «Протеста умана». Они будут публиковать анархистские и индивидуалистические периодические издания, в том числе La sciarpa nera, La questionse Sociale, La Rivolta и La Libertà. Рафанелли и Монанни основали в Милане типографию, позже известную как Casa Editrice Sociale, в которой публиковались многочисленные произведения Рафанелли: «Bozzetti Sociali», «Seme nuovo» и «La castità clericale».  

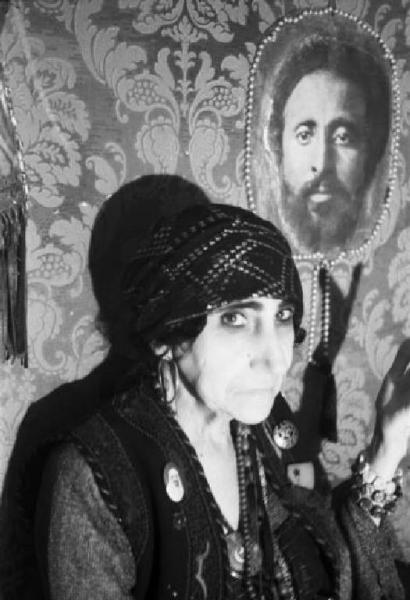
Леда Рафанелли у портрета Хайле Селассие. Фото Федерико Пателлани, октябрь 1946 г.

Она посвятила L'ultimo martire del libero pensiero («Последний мученик свободной мысли») Франсиско Ферреру, каталонскому педагогу, казнь которого стала cause célèbre и движением. Рафанелли написала Verso la Siberia: scene dalla rivoluzione russa («К Сибири: Сцены из русской революции») во время итальянских протестов против Николая II под псевдонимом Базаров, взятым из «Отцов и детей» Ивана Тургенева. В 1913 году её издательство опубликовало произведение её брата «Marinai italiani a Tripoli». Имидж издательства был усилен ассоциацией с иллюстратором Карло Карра, с которым у Рафанелли были непродолжительные отношения. Издательство публиковало работы Карла Альберта, Чарльза Дарвина, Пьетро Гори, Петра Кропоткина и Элизе Реклю. Они приостановили публикацию во время Первой мировой войны. Одной из их главных работ была переиздание полного собрания сочинений Ницше на итальянском языке, опубликованного между 1926 и 1927 годами. 
Рафанелли дружила с Бенито Муссолини до того, как он стал фашистом и итальянским диктатором. В 1913 году Муссолини в качестве директора «Avanti!» выступил на праздновании Парижской Коммуны. Рафанелли писала с похвалой его ораторским способностям и поддерживала связь посредством писем и визитов в течение следующего года, пока его военно-интервенционистская позиция не стала очевидной. Позже она опубликовала их переписку в Una donna e Mussolini (1946) и в частном порядке признала свою ошибку в оценке его личности. С захватом власти фашистами в 1922 году издание Società Editrice Sociale прекратилось, и Рафанелли была вынуждена замолчать в политических вопросах.
В межвоенный период она переиздала Bozzetti sociali и короткие рассказы Donne e femmine (1922). Рафанелли опубликовала два романа под псевдонимами: Incantamento (1921) под псевдонимом Sahra и L'oasi: romanzo arabo (1929) под псевдонимом Étienne Gamalier. Ее отношения с Монанни рассеялись в 1930-х годах, как и её воинствующий активизм. Она работала гадалкой, преподавателем арабского языка и редактором. Рафанелли продолжала писать для анархистского периодического издания Umanità Nova. В 1940-х годах она переехала в Геную, где и умерла 13 сентября 1971 года.

## Личная жизнь
У Рафанелли и Монанни был сын Элио Марсильо (1910–1944), которого они назвали Айни (по-арабски «мои глаза»).

## Избранные произведения
- (итал.) Una donna e Mussolini: la corrispondenza amorosa, 1975 Rizzoli.
- (итал.) Leda Rafanelli-Carlo Carrà: un romanzo: arte e politica di un incontro, 2005 Centro internazionale della grafica.
- (итал.) L'eroe della folla, 1925 Casa Editrice sociale.
- (итал.) La caserma... scuola della nazione.
- (итал.) Alle madri italiane, Nerbini.
- (итал.) Lavoratori, 1959.
- (итал.) Bozzetti sociali 1921 Casa editrice sociale.
- (итал.) La "castità" clericale Società Ed. Milanese.
- (итал.) Valida braccia: opuscolo di propaganda contro la costruzione di nuove carceri, 1907 Rafanelli-Polli.
- (итал.) Per l'idea nostra. Raccolta di articoli e bozzetti di propaganda Rafanelli-Polli.
- (итал.) Amando e combattendo. Racconto sociale, 1906 Serantoni.
- (итал.) Un'anarchica femminista e rivoluzionaria eccezionale, 1995 Archivio Famiglia Berneri.
- (итал.) Società presente e società avvenire, 1907 Libr. editrice Rafanelli-Polli.
- (итал.) La corona e la blouse: confronto sociale Biblioteca della rivista di letteratura operaia "La blouse".
- (итал.) Seme nuovo, 1912 Società editoriale milanese.
- (итал.) La bastarda del principe. Madre coronata e madre plebea, 1904 Nerbini.
- (итал.) Contro la scuola, 1907 Tip. Polli.
- (итал.) La scuola borghese Libreria editrice sociale.
- (итал.) Una tragedia Rafanelli-Polli.
- (итал.) Verso la Siberia.
- (итал.) Scene della rivoluzione russa.
- (итал.) Incantamento.
- (итал.) La signora mia nonna.
- (итал.) Donne e femmine.
- (итал.) L'oasi.
- (итал.) Nada.
- (итал.) Le memorie di una chiromante.